# Carretera de Nebraska 99
La Carretera de Nebraska 99, y abreviada NE 99 (en inglés: Nebraska Highway 99) es una carretera estatal estadounidense ubicada en el estado de Nebraska. La carretera inicia en el Sur desde la KS 99  sur de Burchard hacia el Norte en la NE 4  norte de Burchard. La carretera tiene una longitud de 21 km (13.05 mi).

## Mantenimiento
Al igual que las autopistas interestatales, y las rutas federales y el resto de carreteras estatales, la Carretera de Nebraska 99 es administrada y mantenida por el Departamento de Carreteras de Nebraska por sus siglas en inglés NDOR.